# Peter Doohan
Peter Doohan (ur. 2 maja 1961 w Newcastle, zm. 21 lipca 2017) – australijski tenisista, finalista Australian Open 1987 w grze podwójnej, reprezentant w Pucharze Davisa.

## Kariera tenisowa
W grze pojedynczej Doohan sukcesy odnosił głównie w turniejach rozgrywanych w Australii. W 1984 roku wygrał imprezę w Adelaide, w 1985 roku był w finałach w Adelaide i Melbourne (nie Australian Open), w 1987 roku w finale w Sydney. W 1987 roku był w 4 rundzie Australian Open ulegając Andersowi Järrydowi. 4 rundę Doohan osiągnął również na Wimbledonie w tymże roku, eliminując w 2 rundzie najwyżej rozstawionego obrońcę tytułu Borisa Beckera 7:6, 4:6, 6:2, 6:4. W meczu o awans do ćwierćfinału poniósł porażkę ze Slobodanem Živojinoviciem.
Doohan specjalizował się głównie w grze podwójnej. Wygrał łącznie w swojej karierze 5 turniejów rangi ATP World Tour oraz awansował do 9 finałów, w tym do finału wielkoszlemowego Australian Open w 1987 roku w parze z Lauriem Warderem. W drodze do finału Doohan i Warder pokonali m.in. w półfinale Kena Flacha i Roberta Seguso (6:1, 3:6, 6:1, 4:6, 10:8), by w decydującym meczu przegrać ze Stefanem Edbergiem i Andersem Järrydem 4:6, 4:6, 6:7. Doohan był ponadto półfinalistą Wimbledonu w 1984 roku wspólnie z Michaelem Fancuttem i w edycji z 1988 roku z Jimem Grabbem, a także półfinalistą Australian Open z 1984 roku z Michaelem Fancuttem.
W rankingu gry pojedynczej Doohan najwyżej był na 43. miejscu (3 sierpnia 1987), a w klasyfikacji gry podwójnej na 15. pozycji (9 lutego 1987).
W 1987 roku Doohan został powołany do reprezentacji Australii i osiągnął razem z zespołem narodowym półfinał Pucharu Davisa (porażka z Indiami). Występował tylko w deblu, partnerując Patowi Cashowi i Wally'emu Masurowi. Wszystkie trzy mecze w zawodach wygrał.
Zmarł 21 lipca 2017 na stwardnienie zanikowe boczne.

### Finały w turniejach ATP World Tour

#### Gra pojedyncza

##### Zwycięzca (1)
- 1984 Adelaide

##### Finalista (3)
- 1985 Adelaide, Melbourne
- 1987 Sydney

#### Gra podwójna

##### Zwycięzca (5)
- 1984 Tel Awiw-Jafa (z Brianem Levine’em)
- 1985 Newport (z Sammym Giammalvą), Livingston (z Mikiem De Palmerem)
- 1988 Bristol (z Lauriem Warderem)
- 1989 Wellington (z Lauriem Warderem)

##### Finalista (9)
- 1984 Adelaide (z Brianem Levine’em)
- 1986 Fort Myers (z Paulem McNameem)
- 1987 Australian Open, Adelaide, Sydney, Montreal (wszystkie z Lauriem Warderem)
- 1988 Los Angeles (z Jimem Grabbem)
- 1989 Monachium, Indianapolis (oba z Lauriem Warderem)